# Åbysjön
Åbysjön är en sjö i Nyköpings kommun i Södermanland och ingår i Nyköpingsåns huvudavrinningsområde. Sjön har en area på 0,818 kvadratkilometer och ligger 21,1 meter över havet. Åbysjön ligger i Båven Natura 2000-område. Sjön avvattnas av vattendraget Utnorsån.

## Delavrinningsområde
Åbysjön ingår i det delavrinningsområde (654155-156879) som SMHI kallar för Inloppet i Edebysjön. Medelhöjden är 37 meter över havet och ytan är 6,06 kvadratkilometer. Räknas de 2 avrinningsområdena uppströms in blir den ackumulerade arean 31,37 kvadratkilometer. Utnorsån som avvattnar avrinningsområdet har biflödesordning 3, vilket innebär att vattnet flödar genom totalt 3 vattendrag innan det når havet efter 70 kilometer. Avrinningsområdet består mestadels av skog (62 procent) och jordbruk (16 procent). Avrinningsområdet har 0,81 kvadratkilometer vattenytor vilket ger det en sjöprocent på 13,5 procent.